# Mount Sheffield
Mount Sheffield är ett berg i Antarktis. Det ligger i Östantarktis. Argentina och Storbritannien gör anspråk på området. Toppen på Mount Sheffield är 915 meter över havet, eller 421 meter över den omgivande terrängen. Bredden vid basen är 4,4 km.
Terrängen runt Mount Sheffield är huvudsakligen platt, men den allra närmaste omgivningen är kuperad. Trakten är obefolkad. Det finns inga samhällen i närheten.